# Lignac
Lignac är en kommun i departementet Indre i regionen Centre-Val de Loire i de centrala delarna av Frankrike. Kommunen ligger i kantonen Bélâbre som tillhör arrondissementet Le Blanc. År 2022 hade Lignac 459 invånare.

## Befolkningsutveckling
Antalet invånare i kommunen Lignac
Referens:INSEE